# Населённые пункты Швеции

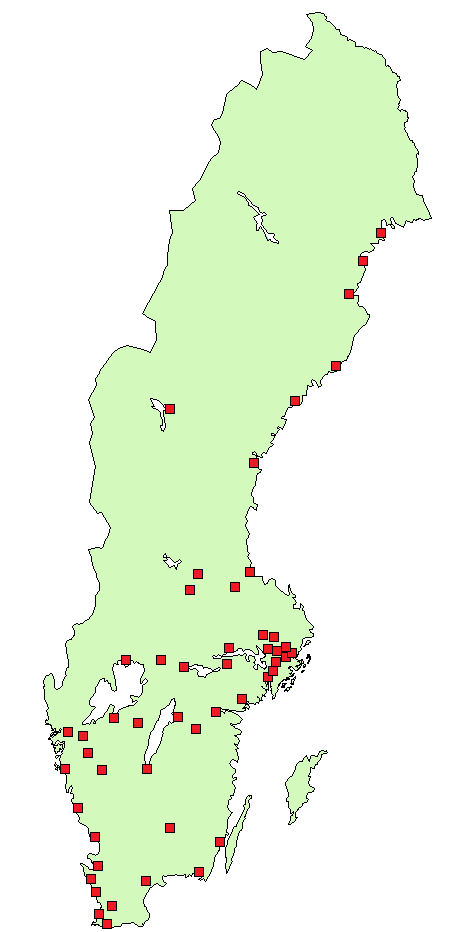
50 крупнейших населённых пунктов (городов) Швеции на карте (на 2005 г.).

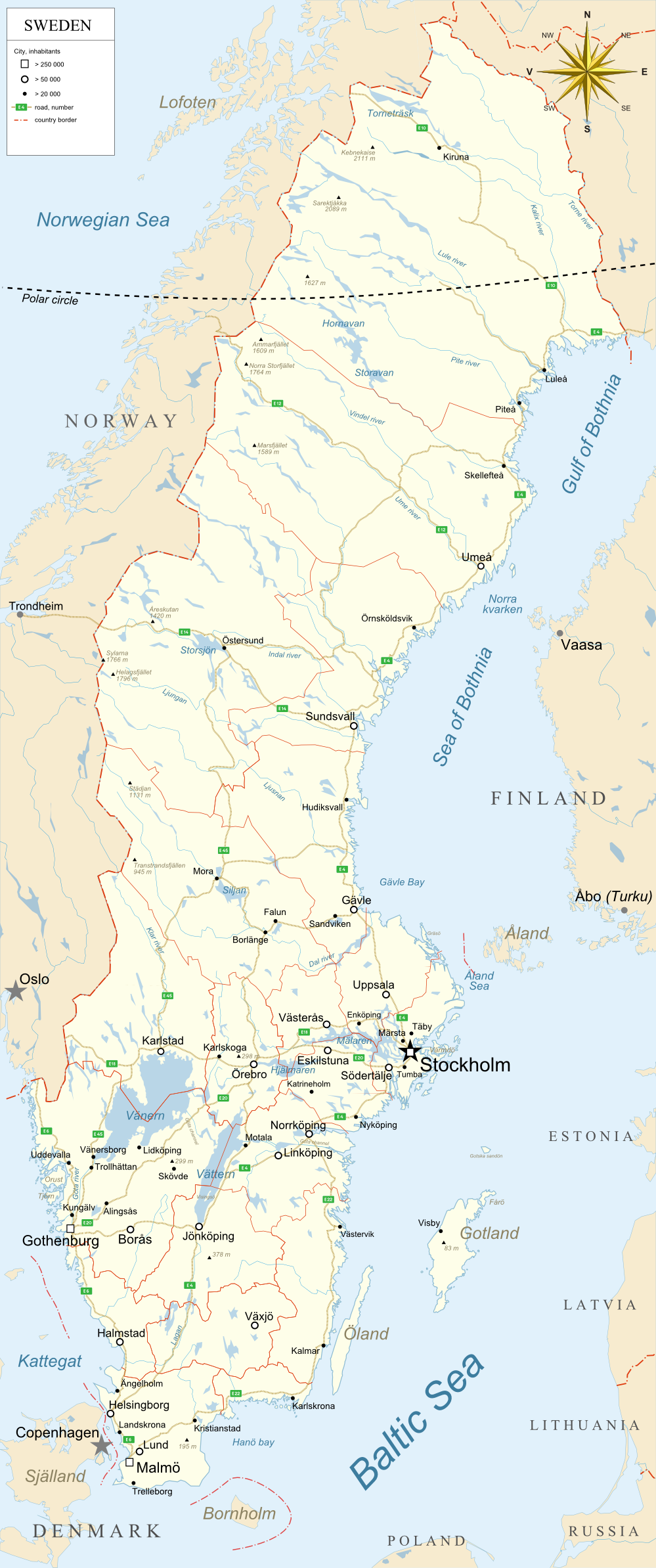
Карта Швеции с городами с численностью населения свыше 20 тыс. чел.

Населённый пункт — это наиболее близкий русский перевод шведского термина tätort (в английском языке управление статистики Швеции использует термин locality). По состоянию на 2005 год в Швеции насчитывается 1 940 населённых пунктов. Их можно уподобить обособленным местностям в США.
Для получения статуса tätort в шведском поселении должно быть не менее 200 жителей и оно должно быть городом, посёлком или большой деревней. Населённые пункты, учитываемые в статистике как города (швед. stad), должны иметь население свыше 10 000 жителей. Однако, начиная с 1971 года, термин «stad» более не используется в официальном языке.

## Статистическая терминология
В настоящее время в Швеции нет юридического деления населённых пунктов на городские и сельские. Основным понятием является tätort, которое можно перевести на русский как «населённый пункт». Тем не менее понятие «город» (stad) существует и имеет как минимум три разных значения:
- историческое как название населённого пункта,
- историческое как название коммуны,
- статистическое — любой населённый пункт с населением свыше 10 000 человек.

### Основные термины
- Tätort (букв. «застроенная местность», сокр. от tätbebyggd ort «плотно застроенная местность»; англ. en:urban area / locality) — базовое понятие шведской статистики — любой населённый пункт с населением не менее 200 человек и расстоянием между постройками не более 200 метров (не считая возможных преград в виде рек, дорог, парков и проч.)[2] Согласно последней переписи 2005 года их было 1940. Аналогичные понятия существуют и в других Скандинавских странах и Финляндии (фин. taajama).
- Småort (букв. «маленькое поселение») — сельское поселение с числом жителей от 50 до 199 человек и расстоянием между постройками не более 150 метров.[3] Это понятие редко используется вне пределов официальной статистики, где оно определяет населённые пункты, не подпадающие по количеству населения под понятие tätort.
- Centralort («центральное поселение») — центр коммуны.

### Дополнительные понятия
- Storstad (букв. «большой город, метрополия») — согласно определению управления статистики Швеции — город с населением свыше 200 тыс. человек; таковых в Швеции всего три: Стокгольм, Гётеборг и Мальмё. В статистике также используется понятие «storstadsområde» (букв. «область большого города», «метрополитенская область»).[4]
- Stad («город») — с точки зрения статистики любой населённый пункт с населением свыше 10 000 человек.[1]
- Крупная коммуна (также «крупный город») — коммуна с населением свыше 90 000 человек в пределах 30 км от центра коммуны.[5]
- Köping («посад, местечко») — ныне не используется ни в официальных документах, ни в статистических расчётах и лишь изредка в разговорной речи. До 1971 года обозначал особый тип населённого пункта, промежуточный по правовому статусу между деревней и городом. Кроме того, слово сохранилось как элемент названий многих шведских городов: Норрчёпинг, Йёнчёпинг и т. д.
- Samhälle («поселение, посёлок») — поселение с городской застройкой, по размеру промежуточное между городом и деревней. Однако никаких строгих критериев, аналогичных тем, что используются для tätort и småort, для этого понятия не существует и слово может употребляться в очень широком диапазоне, в том числе и как общее слово для любого населённого пункта. В шведском это слово кроме того обозначает «общество, община, народ».
- Municipalsamhälle («муниципальный посёлок») — понятие, использовавшееся с 1875 по 1971 год для обозначения административного центра одной или нескольких сельских коммун. Обладали особыми правами и привилегиями, благодаря чему их статус был близок к городам. После 1971 года перестало употребляться в связи с упразднением разницы между городскими и сельскими коммунами.
- By («деревня, хутор») — традиционное название небольшого сельского поселения, хотя в некоторых контекстах может использоваться и для пригородов и даже городов. При достаточно редком использовании в статистике подразумевается, что размер «деревни» меньше чем у småort. (NB! Не следует путать с аналогичным словом в датском и норвежском, где оно обозначает «город»).
- Fritidshusområde («дачный посёлок, область загородных домов») — с точки зрения статистики — поселение с постоянным населением менее 50 человек и не менее чем с 50 домами (обычно дачами) на расстоянии не более 150 метров друг от друга. Около трети шведских загородных домов находятся в таких посёлках.
- Förstad и förort («пригород») — широко используемые термины, нередко с некоторым негативным оттенком.

Статистическое деление на населённые пункты проводится независимо от административных границ ленов и коммун и определяется исключительно плотностью застройки и населения. Большая часть коммун включает несколько населённых пунктов (до 26 в коммуне Кристианстад), хотя некоторые крупные города бывают разделены между несколькими коммунами (территория Стокгольма простирается на 11 коммун).
При указании численности населения (в частности при сравнении между Швецией и другими странами) предпочтительнее указывать численность населения именно конкретных населённых пунктов (то есть в границах tätort), а не коммун. Так например, численность населения Стокгольма примерно 1,2 млн, а не 750 тыс. (население коммуны Стокгольм), а города Лунд — скорее 75 тыс., нежели 100 тыс. человек.

## История
До начала XX века все населённые пункты Швеции чётко делились на три категории: города, посады (рыночные города, чёпинги; швед. köping) и деревни. Первые и вторые имели особый статус, унаследованный ещё со Средних веков и определённый в законе, и образовывали самостоятельные коммуны, границы которых практически полностью совпадали с территорией городской застройки. Деревни объединялись в сельские коммуны, которых было большинство. Однако с развитием урбанизации и индустриализации было создано большое количество поселений без формального статуса города. Новые пригороды, вырастающие за пределами городской черты, фактически были городскими, но юридически считались сельскими. С точки зрения шведской статистики такое положение дел вызывало немало проблем. В переписи 1910 года было введено понятие «густонаселённая сельская местность» (швед. tättbebyggd samhälle på landsbygden). Основной же ныне термин шведской статистики — tätort (дословно «густонаселённое место») — был введён в 1930 году, когда число коммун достигло своего максимума — 2532. С другой стороны, из-за постоянных слияний коммун и перекраивания их границ внутри городских коммун оказывалось всё больше изначально сельских территорий, например, огромная территория вокруг Кируна получила статус «города» в 1948 году. Распределение сельского и городского населения стало практически невозможно определять по статусу коммуны. С 1965 года при статистических расчётах полностью отказались от учёта административных границ при подсчёте населения. Фактически необходимость в разделении коммун на сельские и городские отпала и в 1971 году был принят новый муниципальный закон, отменивший это разделение и таким образом понятие «города» исчезло из официального языка.
Тем не менее, в качестве неофициального наименования понятие «город» сохранилось за большинством исторических городов, хотя границы их теперь определяют по статистическим критериями, а не по былым границам городских коммун. Некоторые из бывших городов с тех пор слились в единое целое и с точки зрения статистики считаются как одно поселение. Большинство таких «городских» поселений являются ныне центрами коммун, хотя с одной стороны существуют коммуны с двумя городами (например Эскильстуна и Турсхелла в коммуне Эскильстуна), а с другой в некоторых коммунах центр коммуны исторически не обладал статусом города.

## «Город» как название всей коммуны
Так как изначально границы коммун и исторических городов в Швеции практически совпадали и городом называли как сам населённый пункт, так и коммуну, 13 (из 290) коммун (а не просто поселений) и сейчас пытаются сохранить за собой название «город» и используют его во всех случаях, кроме официального языка, где все коммуны равны и нет деления на городские и сельские. Это относится прежде всего к крупным городским центрам, типа Стокгольма, Гётеборга или Мальмё. Но сюда же относятся и некоторые коммуны со значительной долей сельских земель, что вызывает некоторую путаницу, так как в разговорной речи слово «город» относится прежде всего к поселениям с городской застройкой.

## Некоторая статистика
Список поселений с распределением по указанным типам не является постоянным, так как зависит от чётких критериев, и каждые пять лет (2000, 2005 и т. д.) пересматривается Центральным статистическим бюро Швеции, которое выпускает новые списки поселений с указанием статуса и численности населения. Последний раз данные обновлялись 31 декабря 2005 года.
- Общая площадь городской застройки (то есть площадь всех tätort’ов) составляла 5286,23 км² (1,17 % от общей площади страны 449 964 км²)
- 84 % населения Швеции (7 631 952 человек) жило в этой городской застройке
- Средняя плотность городского населения при этом получалась 1444/км².
- 50 % населения страны жило в 64 крупнейших городах
- 1/3 жила в первых 15 крупнейших городах
- 25 % жила в первых 5 крупнейших городах